# Photoscotosia atromarginata
Photoscotosia atromarginata là một loài bướm đêm trong họ Geometridae.